# Эльзасцы
Эльзасцы —  этнографическая группа немцев, проживающая на востоке Франции, население исторической области Эльзас (департаменты Нижний Рейн и Верхний Рейн). Численность около 1,5 млн человек (1975). Говорят на эльзасском диалекте, который принадлежит к алеманской группе немецкого языка. В крупных городах распространён французский язык, хотя сейчас им большинство и владеет. ¾ эльзасцев — католики, среди сельских жителей преобладают протестанты (лютеране и кальвинисты).

## История
Древнейшую этническую основу эльзасцев и лотарингцев составили кельтские племена: раураки, секваны, тулинги и медиоматрики, завоёванные римлянами в I веке нашей эры. С V века германское племя алеманов ассимилировало местное население Эльзаса, а рипуарские франки — население Лотарингии. С 843 эльзасцы входили в состав Лотарингии, в X—XVII вв. — в состав Священной Римской империи. Французский язык распространялся с XVI века благодаря иммиграции в Эльзас французов-гугенотов. После Тридцатилетней войны в 1648 Эльзас присоединён к Франции. Важную роль в формировании самосознания эльзасцев сыграла Французская революция конца XVIII века, активно ими поддержанная.
После поражения Франции во франко-прусской войне 1870—71 Эльзас и Лотарингия аннексированы Германией, проводившей политику насильственной ассимиляции эльзасцев и лотарингцев, преследования французской культуры. После Первой мировой войны 1914—18 Эльзас и Лотарингия снова отошли к Франции.
После захвата Франции нацистской Германией данная область была присоединена к Германии вновь, и Адольф Гитлер самолично вступил в Страсбургский собор, торжественно объявив эти исконно германские земли вернувшимися в родное Отечество. Во времена нацистской Германии здесь была образована гау Западная Марка. После 1945 года территория вновь вернулась под контроль Франции.

## Культура
Современные эльзасцы заняты в многоотраслевой промышленности и сельском хозяйстве (пшеница, ячмень, технические культуры, овощи, садоводство, виноградарство, молочное животноводство, свиноводство). Материальная культура эльзасцев близка к немецкой.
Традиционное жилище — франконский (средненемецкий) дом (см. немцы). В традиционной архитектуре центра Эльзаса — города Страсбурга — сочетаются немецкие и французские черты.
Традиционный костюм надевается только участниками фестивалей и фольклорных ансамблей: белая кофта, чёрные юбка, фартук и бархатный корсаж, характерный головной убор с большим бантом из чёрных шёлковых лент.
Сохранился фольклор, сочетающий немецкие и французские элементы.